# يوري بتروف
يوري بتروف (بالإنجليزية: Yuri Petrov)‏ (و. 1974  م) هو لاعب كرة قدم، من الاتحاد السوفيتي، ولد في كريفي ريه، يلعب كمهاجم.

## روابط خارجية
- يوري بتروف على موقع الاتحاد الدولي (مؤرشف)  (الإنجليزية)
- يوري بتروف على موقع اتحاد أوكرانيا (الإنجليزية)
- يوري بتروف على موقع قاعدة بيانات كرة القدم.إي يو (الإنجليزية)
- يوري بتروف على موقع عالم كرة القدم.نت (الإنجليزية)